# Osterhofen
Osterhofen is een gemeente in de Duitse deelstaat Beieren, gelegen in het Landkreis Deggendorf. De stad telt 11.816 inwoners.

## Geografie
Osterhofen heeft een oppervlakte van 111,19 km² en ligt in het zuiden van Duitsland.
Aholming ·
Auerbach ·
Außernzell ·
Bernried ·
Buchhofen ·
Deggendorf ·
Grafling ·
Grattersdorf ·
Hengersberg ·
Hunding ·
Iggensbach ·
Künzing ·
Lalling ·
Metten ·
Moos ·
Niederalteich ·
Oberpöring ·
Offenberg ·
Osterhofen ·
Otzing ·
Plattling ·
Schaufling ·
Schöllnach ·
Stephansposching ·
Wallerfing ·
Winzer